# Challenge de Mallorca femenina
La Challenge de Mallorca femenina és una competició ciclista espanyola que inaugura el circuit femení espanyol i creada el 2024. Es desenvolupa a l'illa de Mallorca a final del mes de gener i està formada per tres curses que també inicien el Calendari femení de l'UCI en categoria 1.1. Les tres curses són: el Trofeu Felanitx–Colònia de Sant Jordi, el Trofeu Palma i el Trofeu Binissalem-Andratx. És la versió femenina de la Challenge de Mallorca.

## Vencedors dels trofeus

### Trofeu Felanitx–Colònia de Sant Jordi
| Any  | Vencedor       | Segon                    | Tercer              |
| ---- | -------------- | ------------------------ | ------------------- |
| 2024 | Noemi Rüegg    | Arlenis Sierra Cañadilla | Chiara Consonni     |
| 2025 | Lotta Henttala | Chiara Consonni          | Maggie Coles-Lyster |

### Trofeu Palma
| Any  | Vencedor             | Segon                              | Tercer                             |
| ---- | -------------------- | ---------------------------------- | ---------------------------------- |
| 2024 | Magdeleine Vallieres | Ashleigh Moolman                   | Margarita Victoria García Cañellas |
| 2025 | Marlen Reusser       | Margarita Victoria García Cañellas | Silvia Persico                     |

### Trofeu Binissalem-Andratx
| Any  | Vencedor            | Segon          | Tercer           |
| ---- | ------------------- | -------------- | ---------------- |
| 2024 | Eleonora Gasparrini | Noemi Rüegg    | Nadia Quagliotto |
| 2025 | Thalita de Jong     | Silvia Persico | Cédrine Kerbaol  |